# Midiamax
Jornal Midiamax, também conhecido como Midiamax, é um jornal brasileiro editado na cidade de Campo Grande com a maior circulação no estado brasileiro de Mato Grosso do Sul, com mais de 41,2 milhões de pageviews mensais, segundo auditado pelo Instituto Verificador de Comunicação (IVC), em novembro de 2020.
Fundado em 16 de maio de 2002 para gerar conteúdo jornalístico que seria exibido na rede de painéis televisivos instalados nas principais vias de Campo Grande, logo o jornal ganhou uma versão eletrônica, veiculada até hoje pelo endereço www.midiamax.com.br. Com a cobertura noticiosa diária, adotou a atualização do website com notícias em intervalos de 10 minutos como marca, gerando um dos maiores volumes de conteúdo jornalístico produzido regionalmente no Brasil, conforme indicado em 'Capitais Brasileiras: dados históricos, demográficos, culturais e midiáticos'.

## MidiamaxDiário

### Jornal impresso dos trabalhadores de Campo Grande
Em 1 de fevereiro de 2013, para atender o público de Campo Grande que não possui acesso facilitado à internet, e seguindo na contramão dos jornais brasileiros, que atualmente migram gradativamente do papel para a internet, o Jornal Midiamax lançou o MidiamaxDiário.
A versão impressa tem circulação gratuita com distribuição dirigida todas as manhãs nos Terminais de Ônibus do Transporte Coletivo Urbano de Campo Grande.